# 古里駅 (東京都)

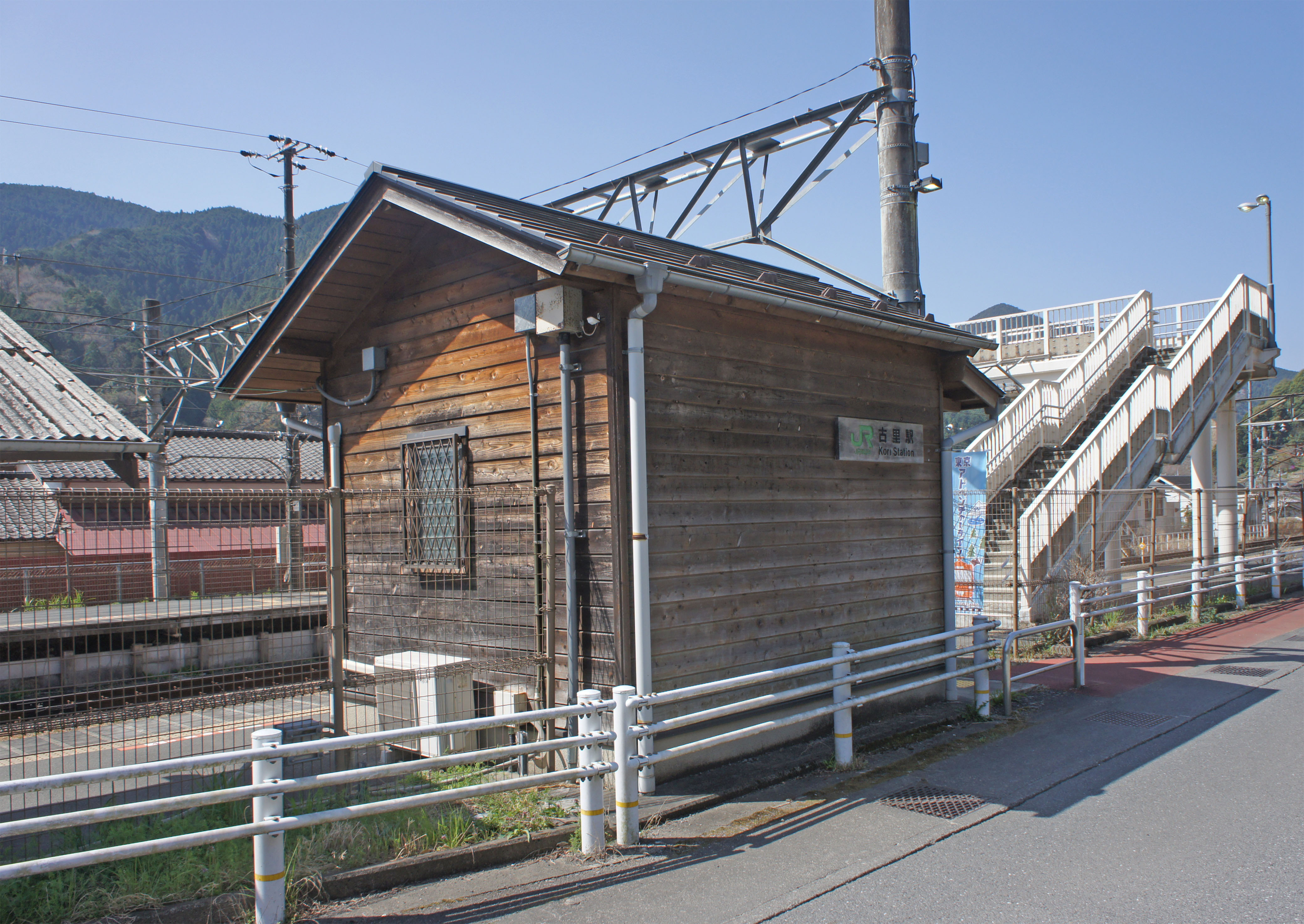
北口（2022年4月）

古里駅（こりえき）は、東京都西多摩郡奥多摩町小丹波にある、東日本旅客鉄道（JR東日本）青梅線の駅である。駅番号はJC 71。八王子支社管轄の駅。
東京都の鉄道駅で最も北に位置する駅である。

## 歴史
- 1944年（昭和19年）7月1日：運輸通信省青梅線御嶽 - 氷川（現･奥多摩）間開通と同時に開業[2][4]。旅客および貨物の取扱を開始（一般駅）[4]。
- 1971年（昭和46年）2月1日：荷物扱い廃止[4]。
- 1986年（昭和61年）11月1日：貨物の取扱を廃止[4]。
- 1987年（昭和62年）4月1日：国鉄分割民営化に伴い、東日本旅客鉄道（JR東日本）の駅となる[2][4]。
- 2002年（平成14年）2月8日：ICカード「Suica」の利用が可能となる[5][6]。
- 2003年（平成15年）
  - 2月10日：現在の南口駅舎が使用開始となる。
  - 3月1日：北口駅舎が使用開始となる。
  - 4月1日：簡易委託駅となる[7]。
- 2016年（平成28年）4月1日：終日無人化[7]。
- 2017年（平成29年）1月19日：自動券売機での切符の発売、ICカードのチャージ等を終了。

## 駅構造
相対式ホーム2面2線を有する地上駅である。上下線ともホーム有効長は4両分であるが、臨時列車が奥多摩駅へ向かうための運転停車をするために6両編成の停止位置目標が置かれている。上り線と下り線の間には中線があり、車両の留置に使用されている。互いのホームは跨線橋で結ばれている。
青梅駅管理の無人駅。乗車駅証明書発行機が設置されている。奥多摩方面ホームに南口駅舎、青梅・拝島方面ホームに北口駅舎が建っている。簡易Suica改札機と乗車駅証明書発行機もそれぞれの出入口に設置されている。

### のりば
| 番線 | 路線   | 方向 | 行先                 |
| ---- | ------ | ---- | -------------------- |
| 1    | 青梅線 | 下り | 鳩ノ巣・奥多摩方面   |
| 2    | 青梅線 | 上り | 青梅・拝島・立川方面 |

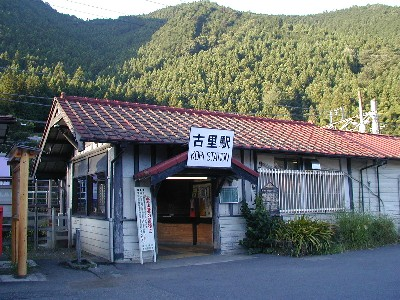
旧駅舎（2002年8月）
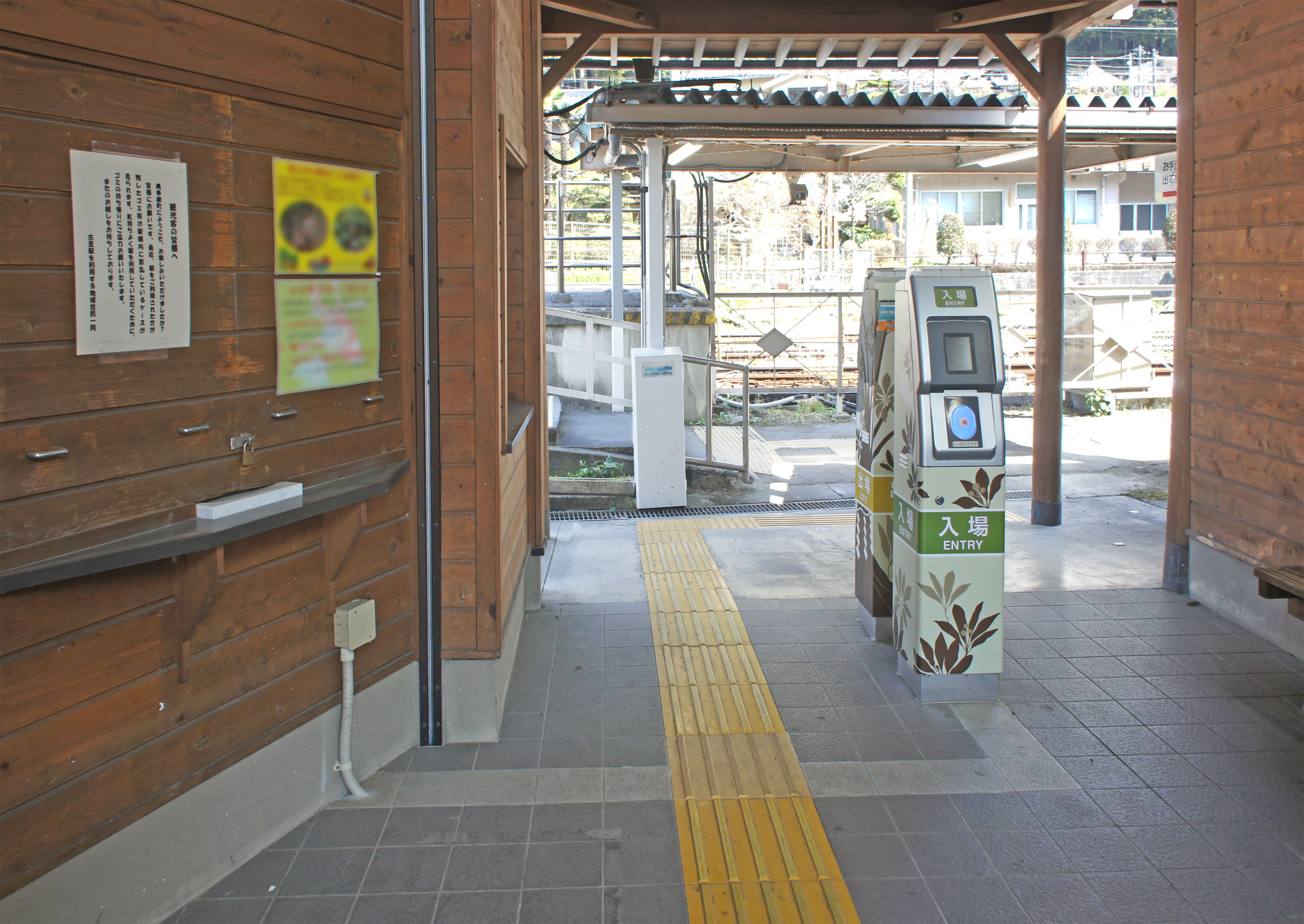
南口改札（2022年4月）
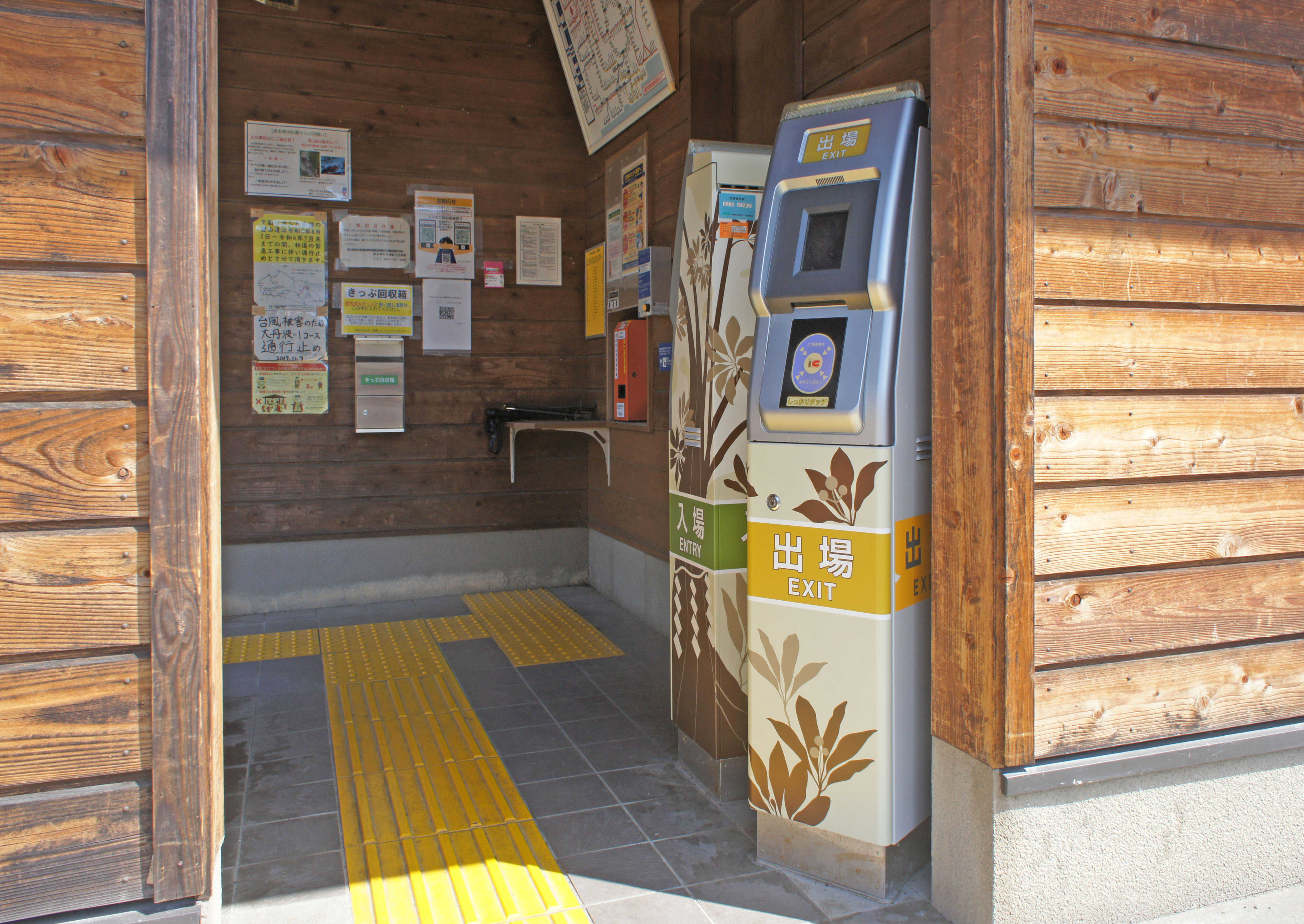
北口改札（2022年4月）
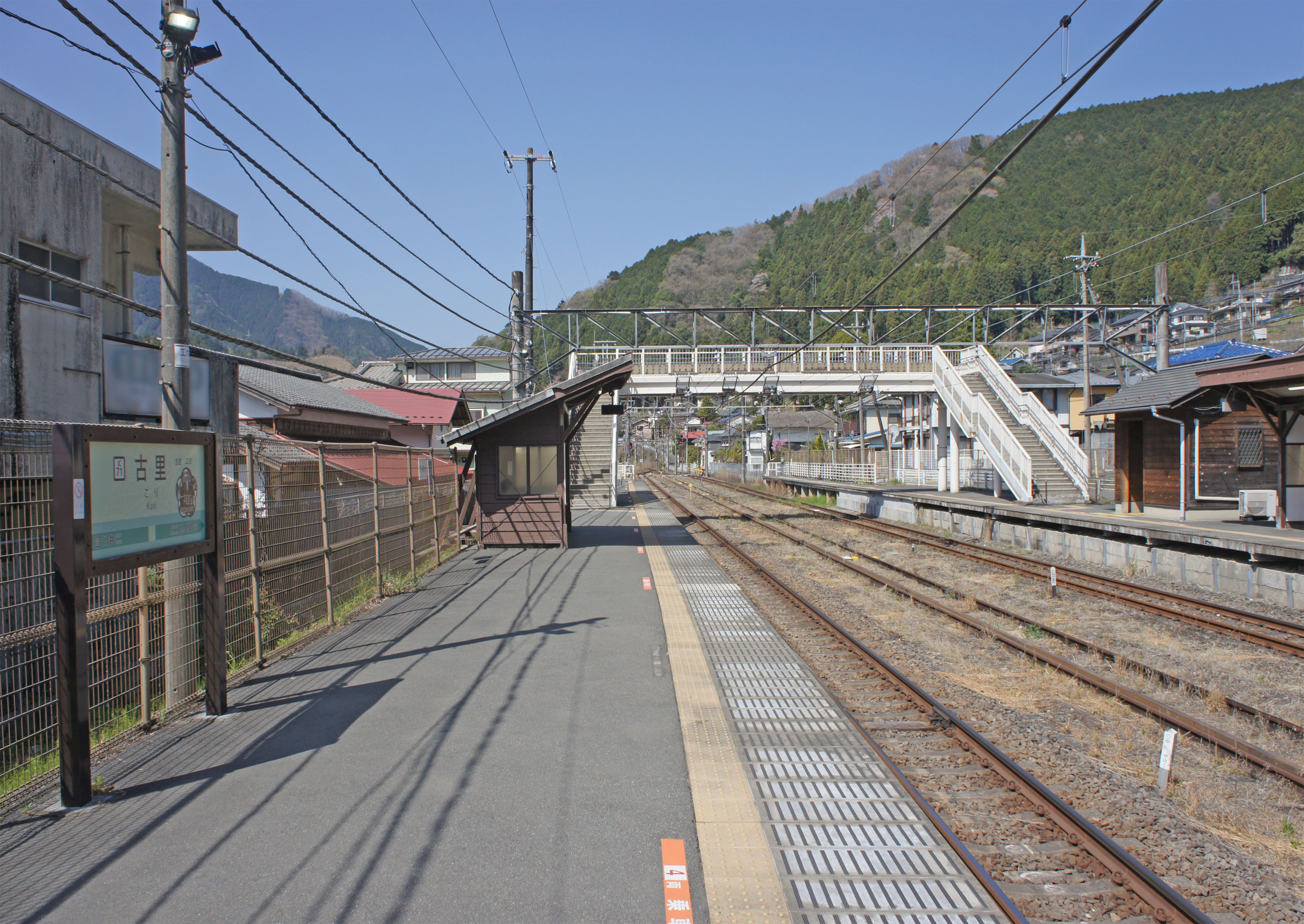
ホーム（2022年4月）

## 利用状況
2014年（平成26年）度の1日平均乗車人員は255人である。
近年の推移は下記の通り。
| 年度               | 1日平均 乗車人員 | 出典     |
| ------------------ | ---------------- | -------- |
| 1990年（平成02年） | 468              | [ * 1 ]  |
| 1991年（平成03年） | 448              | [ * 2 ]  |
| 1992年（平成04年） | 441              | [ * 3 ]  |
| 1993年（平成05年） | 444              | [ * 4 ]  |
| 1994年（平成06年） | 444              | [ * 5 ]  |
| 1995年（平成07年） | 447              | [ * 6 ]  |
| 1996年（平成08年） | 460              | [ * 7 ]  |
| 1997年（平成09年） | 424              | [ * 8 ]  |
| 1998年（平成10年） | 405              | [ * 9 ]  |
| 1999年（平成11年） | 402              | [ * 10 ] |
| 2000年（平成12年） | 369              | [ * 11 ] |
| 2001年（平成13年） | 351              | [ * 12 ] |
| 2002年（平成14年） | 336              | [ * 13 ] |
| 2003年（平成15年） | 347              | [ * 14 ] |
| 2004年（平成16年） | 344              | [ * 15 ] |
| 2005年（平成17年） | 335              | [ * 16 ] |
| 2006年（平成18年） | 325              | [ * 17 ] |
| 2007年（平成19年） | 317              | [ * 18 ] |
| 2008年（平成20年） | 328              | [ * 19 ] |
| 2009年（平成21年） | 322              | [ * 20 ] |
| 2010年（平成22年） | 293              | [ * 21 ] |
| 2011年（平成23年） | 278              | [ * 22 ] |
| 2012年（平成24年） | 275              | [ * 23 ] |
| 2013年（平成25年） | 266              | [ * 24 ] |
| 2014年（平成26年） | 255              | [ * 25 ] |

## 駅周辺

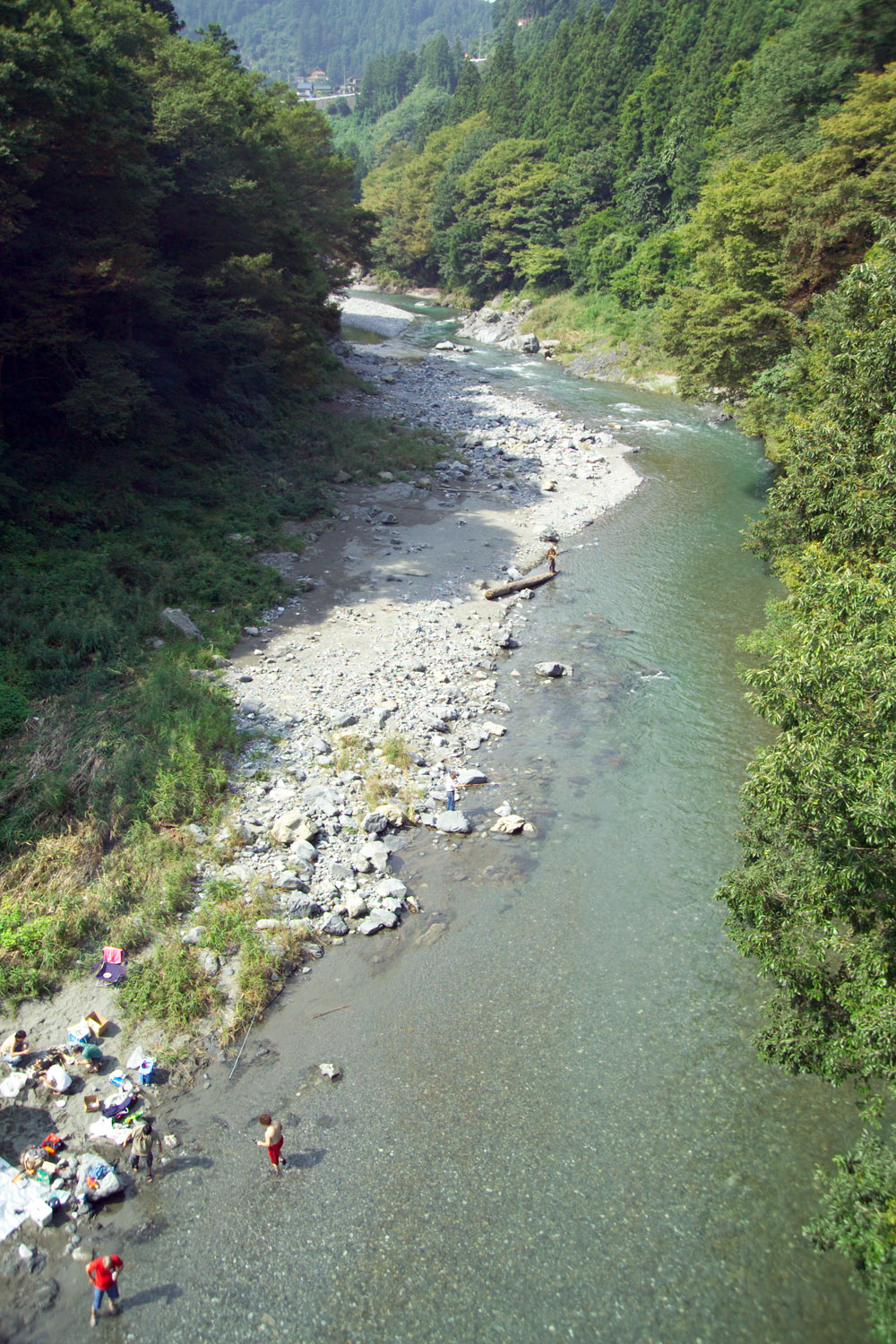
駅付近の多摩川

当駅は多摩川が山地を削ってできたわずかばかりの平地に当たる部分に存在しているが、青梅街道と吉野街道との合流分岐地点にある交通の要衝である。駅周辺は、この辺りでは比較的大きな集落が広がっており、NTTの交換局のほか、南口から国道に出た交差点には24時間営業のコンビニもある。
- 国道411号（青梅街道）
- 東京都道45号奥多摩青梅線（吉野街道）
- 多摩川
- 青梅警察署古里駐在所
- 古里郵便局
- 奥多摩町立古里図書館
- 奥多摩町立古里小学校
- 西東京農業協同組合（JA西東京）古里支店
- セブン-イレブン 奥多摩古里店
- 古里保育園
- 西東京バス「古里駅」停留所

## 隣の駅
東日本旅客鉄道（JR東日本）
 青梅線（東京アドベンチャーライン）
■各駅停車
川井駅 (JC 70) - 古里駅 (JC 71) - 鳩ノ巣駅 (JC 72)

### 記事本文
1. 1 2 3 4  『週刊 JR全駅・全車両基地』 46号 甲府駅・奥多摩駅・勝沼ぶどう郷駅ほか79駅、朝日新聞出版〈週刊朝日百科〉、2013年7月7日、24頁。
2. 1 2 3  曽根悟（監修） 著、朝日新聞出版分冊百科編集部 編『週刊 歴史でめぐる鉄道全路線 国鉄・JR』 38号 青梅線・鶴見線・南武線・五日市線、朝日新聞出版〈週刊朝日百科〉、2010年4月11日、10-11頁。
3. ↑  “東京の駅 最東／最南／最西／最北はどこ? 23区内の端は? 僅差の駅も”. 乗りものニュース (2021年1月28日). 2021年1月28日時点のオリジナルよりアーカイブ。2021年1月28日閲覧。
4. 1 2 3 4 5  石野哲 編『停車場変遷大事典 国鉄・JR編 II』（初版）JTB、1998年10月1日、195頁。ISBN 978-4-533-02980-6。
5. ↑  「鉄道記録帳2002年2月」『RAIL FAN』第49巻第5号、鉄道友の会、2002年5月1日、24頁。
6. ↑  「JR年表」『JR気動車客車編成表 '02年版』ジェー・アール・アール、2002年7月1日、187頁。ISBN 4-88283-123-6。
7. 1 2  “平成28年第2回奥多摩町議会定例会 会議録” (PDF).   奥多摩町. 2018年1月22日時点のオリジナルよりアーカイブ。2020年3月31日閲覧。
8. 1 2  “駅構内図（古里駅）”.   東日本旅客鉄道. 2019年8月3日閲覧。

### 利用状況
1. ↑  東京都統計年鑑 - 東京都

JR東日本の2000年度以降の乗車人員
1. ↑  各駅の乗車人員（2000年度） - JR東日本
2. ↑  各駅の乗車人員（2001年度） - JR東日本
3. ↑  各駅の乗車人員（2002年度） - JR東日本
4. ↑  各駅の乗車人員（2003年度） - JR東日本
5. ↑  各駅の乗車人員（2004年度） - JR東日本
6. ↑  各駅の乗車人員（2005年度） - JR東日本
7. ↑  各駅の乗車人員（2006年度） - JR東日本
8. ↑  各駅の乗車人員（2007年度） - JR東日本
9. ↑  各駅の乗車人員（2008年度） - JR東日本
10. ↑  各駅の乗車人員（2009年度） - JR東日本
11. ↑  各駅の乗車人員（2010年度） - JR東日本
12. ↑  各駅の乗車人員（2011年度） - JR東日本
13. ↑  各駅の乗車人員（2012年度） - JR東日本
14. ↑  各駅の乗車人員（2013年度） - JR東日本
15. ↑  各駅の乗車人員（2014年度） - JR東日本

東京都統計年鑑
1. ↑  東京都統計年鑑（平成2年）
2. ↑  東京都統計年鑑（平成3年）
3. ↑  東京都統計年鑑（平成4年）
4. ↑  東京都統計年鑑（平成5年）
5. ↑  東京都統計年鑑（平成6年）
6. ↑  東京都統計年鑑（平成7年）
7. ↑  東京都統計年鑑（平成8年）
8. ↑  東京都統計年鑑（平成9年）
9. ↑  東京都統計年鑑（平成10年） (PDF)
10. ↑  東京都統計年鑑（平成11年） (PDF)
11. ↑  東京都統計年鑑（平成12年）
12. ↑  東京都統計年鑑（平成13年）
13. ↑  東京都統計年鑑（平成14年）
14. ↑  東京都統計年鑑（平成15年）
15. ↑  東京都統計年鑑（平成16年）
16. ↑  東京都統計年鑑（平成17年）
17. ↑  東京都統計年鑑（平成18年）
18. ↑  東京都統計年鑑（平成19年）
19. ↑  東京都統計年鑑（平成20年）
20. ↑  東京都統計年鑑（平成21年）
21. ↑  東京都統計年鑑（平成22年）
22. ↑  東京都統計年鑑（平成23年）
23. ↑  東京都統計年鑑（平成24年）
24. ↑  東京都統計年鑑（平成25年）
25. ↑  東京都統計年鑑（平成26年）